# Luftbombardementet af Dresden
 Der er for få eller ingen kildehenvisninger i denne artikel, hvilket er et problem. Du kan hjælpe ved at angive troværdige kilder til de påstande, som fremføres i artiklen.

 Denne artikel bør gennemlæses af en person med fagkendskab for at sikre den faglige korrekthed.

Luftangrebet på Dresden under 2. verdenskrig blev udført af Royal Air Force (RAF) og United States Army Air Force (USAAF) mod og omkring Dresden. Det foregik gennem fire på hinanden følgende luftangreb i dagene fra den 13. – 15. februar 1945. Det beregnede antal af døde varierer meget. De mest foreslåede tal har hovedsageligt varieret fra 18.000 til 25.000, og hos nogle med spekulation helt op til en halv million. Derudover blev store dele af den indre by i Dresden ødelagt, lige som den industrielle og militære infrastruktur blev lagt i ruiner.
Selv om luftangrebet på Dresden ikke var det heftigste bombardement under anden verdenskrig, bliver det ofte brugt til at sætte spørgsmålstegn ved det britiske Area Bombing Directive, om bombardementerne kunne legitimeres militært, og om de kan betegnes som krigsforbrydelser.

## Baggrund og mål for angrebet
I efteråret 1944 og i vinteren 1944/45 foregik de allieredes fremrykning væsentligt langsommere end de havde ventet. Den allierede Operation Market Garden mislykkedes i store træk på trods af, at de tyske tropper var spredt og isoleret i store områder af Europa. Det lykkedes at koncentrere tyske tropper i forbindelse med Ardenneroffensiven. Sovjetiske tropper havde nået Østpreussen og Ungarn i 1944, inden de blev stoppet ved Oder i februar 1945; tyskerne holdt fast i stærke fæstningsbyer som Breslau og Königsberg. Tyskerne havde stor interesse i også at lade andre byer fungere som fæstningsbyer.
I begyndelsen af 1945 var udfaldet af krigen slet ikke så entydig, som det ofte bliver fremstillet i dag. Nazisternes Gauleiter i Dresden Martin Mutschmann glædede sig i julen 1944 over på ny at se sit folk i angreb ( ”…Volk wieder im Angriff zu sehen…”).
I begyndelsen af 1945 indledte de allierede deres afgørende angreb på Tyskland. De vestallierede havde nået Rhinen i november 1944 og de sovjetiske tropper var kommet på højde med Berlin, da de krydsede Oder i slutningen af januar 1945 efter kort forinden at have erobret Schlesien. Østfra strømmede millionvis af flygtninge mod det midttyske område. Sprængte værnemagtsenheder forsøgte at bekæmpe den fremadstormende røde hær på de frontafsnit, hvor den endnu ikke var overlegen. Det blev den først i februar og marts 1945, hvor slaget om Berlin nærmede sig. For de vestallierede var koncentrationen af deres militær rettet mod Ruhrområdet.
Det var naturligt for de allierede at udnytte den overlegenhed, de besad i luftrummet til at forberede den militære indmarch på landjorden. Angrebene var rettet mod militær- og infrastruktur og mod forvaltningsenheder samt produktionssteder for at ødelægge moralen blandt befolkning og politikere. Talrige store som små tyske byer blev derfor udsat for bombardementer i marts og april 1945.
Fra sommeren 1944 havde den britiske Bomber Command planlagt at rette et angreb for at stække den tyske befolkning udholdenhed og modstandsdygtighed endeligt. I januar 1945 havde den engelske efterretningstjeneste beregnet, at det var muligt for den tyske ledelse at kommandere 42 divisioner mod øst. Nu blev RAF's sædvanlige angrebstogter modificeret, og Dresden blev sammen med Berlin, Leipzig og Chemnitz gjort til de mest oplagte bombemål.
På Jalta-konferencen 4. – 11. februar 1945 blev de allierede enige om på Sovjetunionens forslag at intensivere antallet af bombetogter – også på Dresden. Det skulle sætte et vigtigt produktions- og trafikalt centrum ud af kraft og forhindre transport af materiel og tropper. Det skulle også besværliggøre tyske evakueringer af soldater og dermed lette den sovjetiske fremmarch.

## Dresden i krigen
I begyndelsen af krigen var Dresden Tysklands syvendestørste by med 642.143 indbyggere. Den lå indtil august 1944 uden for rækkevidde af de allieredes bombetogter. I efteråret 1944 var Dresden og Breslau de eneste større ubeskadigede industri-, erhvervs- og forvaltningcentre samt trafikale knudepunkter i det tyske rige.

### Trafik
Dresden var den tredjestørste banegårdsomlæsningsplads i det tyske rige. Sporene til Berlin, Leipzig, Prag, Breslau, Warszawa og Nürnberg gik gennem byen. Da baneanlæggene i de andre byer stort set var ødelagt, blev meget af trafikken mellem Leipzig-Dresden-Berlin ført over gods- og rangerbanegården Friedrichstadt, hovedbanegården og banegården i Dresden-Neustadt. Stationerne i Dresden fordelte gods fra industrivirksomhederne i Freitals, minedriften i Erzgebirge og industrivirksomhederne i Pirna, Heidenau, Radebeul, Coswig, Bautzen og Görlitz. Dresdens kulbanegård forbandt store industrivirksomheder med Alberthafen (Alberthavn) og godsbanegården i Leipziger Vorstadt (i dag Neustadt). Dresden var sæde for Reichsbahndirektion Dresden, der organiserede det meste af jernbanedriften i Sachsen og det nordvestlige Sudeterland. Derudover rådede Rigsbanen i Dresden over et stort værksted samt en fabrik.
Såvel fangetransport til udryddelseslejrene som troppe- og materialetransport gik over Dresden. Fra øst strømmede millioner af flygtninge til de midttyske områder. Dresden fungerede som transitstation for millioner af flygtninge i slutningen af 1944; selve byen havde fået indvandringsforbud.

### Industri
Ifølge Dresdens Industri- og Handelskammer var byen fra 1941 en af de vigtigste industriområder i det tyske rige (”einer der ersten Industriestandorte des Reiches”).“ I 1944 var det meste af industrien omstruktureret til at høre under oprustningen. Efter udsagn fra US Army Air Force (USAAF) var der i februar ”mindst 110 fabrikker og firmaer” i Dresden, der skulle regnes til ”legitime militære mål”. Der arbejdede 50.000 i rustningsindustrien, dertil skal regnes bl.a. underleverandører til flyværkstedet i Dresden-Klotzsche. Underarkivet til Hauptstadtarchiv Dresden, lader ane, at den erhvervsmæssige betydning samt produktivitet blev holdt intakt ikke mindst grundet en stadig tilstrømning af tvangsarbejdere. Eksempelvis findes 44 virksomheder, der handler med penge-, bank-, og forsikringsvæsen, 29 maskinværksteder, 13 elektroteknik og specialiseret redskabsbyggeri, 12 virksomheder der producerede levneds- og nydelsesmidler (overvejende cigaretindustri), seks finmekaniske og optiske virksomheder og dertil fabrikker, der alle var blevet omstillet til krigsindustri og var intakte til 1944. Som militært betydningsfulde er, ifølge lokale kilder, især nævnt følgende industrier.
-	Den kemiske industri i Niedersedlitz

-	Våbenfabrikken Lehmann, Friedrichstadt

-	Optiske værker, specielt Zeiss Ikon i centrum og Emil Wünsche i Reick

-	Stålværk Kelle & Hildebrandt i Grossluga
-	Fremstiller af transformatorer og senere røntgenredskaber som Koch og Sterzel AG i Mickten
-	Omformere- og apparatbyggeri af brødrene Bassler

-	Radioteknik fra Radio Mende
Hydrirwerker i Pirna ( syd for Dresden) fremstillede mangelvaren flybrændstof ud fra kul.
Sachsenværket, AVUS og MIAG producerede maskindele i Leuben. Fabrikker i Dresden (Löbtau) og i det sydlige opland (Erzgebirge) fremstillede glasgranater. Krigsfanger var fordelt til virksomheder rundt i byen som tvangsarbejdere, bl.a. i rustningsfabrikken Universelle Maschinenfabrik i den sydlige forstad (Zwickauer Strasse, Florastrasse) og på området ved mølleværket i Leuben. Ti filialer af koncentrationslejrene Flossenbürg og Auschwitz-Birkenau lå i Dresden. Fra slutningen af 1944 var der transporteret omkring 5000 fanger til Dresden derunder omkring 2000 jøder, der skulle ”udslettes via arbejde” (”durch arbeit zu vernichten”). De blev presset sammen i jødehuse med jøderne fra Dresden og brugt som tvangsarbejdere i rustningsindustrien hos bl.a. Goehle-Werke, Osram-AG, Bernsdorf-AG og til at udbedre skaderne på jernbanenettet.

### Militær
I februar 1945 var Dresden den sidste intakte garnisonsby bag østfronten. I den nordlige udkant af byen opstod Albertstadt som militærområde allerede i det 19. århundrede. Det omfattede vidtløftige kasernekomplekser og forsyningsindretninger med forbindelsesspor og egen banegård, pakhus, afskibningsramper, hærbageri, metalforarbejdning og håndværkserhverv som sadelmageri og snedkeri. Derudover var der ekcerserplads, kanonskydebaner, en kirke og hærens officerskole (OSH). Derudover var der udbygget en kaserne i Mickten og anlagt en i Johannstadt.
Resterne af Rigsværnet fra 1918 blev fra og med 1921 ubemærket stationeret i Dresden. I begyndelsen af 1930'erne begyndte anlægget af flyvepladsen i Klotzsche. Den første luftkrigsskole (LKS 1) i Tyskland blev anlagt i 1936 på ”Hermann-Göring-Strasse” (i dag zur Wetterwarte) i Klotzsche i 60 bygninger. Fra og med 1940 blev flyvepladsen brugt udelukkende militært. Efter at nationalsocialisterne tog magten, blev byens militære funktion yderligere udbygget, og den blev lagt ind under værneområdekommando. Luftgaukommando IV blev anlagt i Strehlen i udkanten af byen. Ved Nickern i den sydlige del af byen opstod i 1939/40 endnu et kasernekompleks til Luftvåbnet (Luftwaffe).
I 1939 stod 20.000 mand fra fjerde værneområdes 6. arme i Dresden. I løbet af krigen blev de fleste tropper inklusive luftværnet flyttet til selve fronten. Kasernerne blev herefter primært fyldt med uddannede reservetropper. Garnisonsstaden blev til lazaret- og forsyningsby. De berømte danserestauranter, kroer og floddamperne på Elben blev også omdannet til lazaretter og lejre.

### ”Forsvar” og ”Fæstningsområde”
I Stalingrad og senere i Königsberg havde den tyske værnemagt erfaret, at både helt unge og gamle kunne bruges til at angribe tanks på kort afstand med bazookaer og granater. I november 1944 blev der rekrutteret ti bataljoner folkestorm (Volkssturm) i Dresden. De blev straks taget i ed. De var i enheder til at bygge skanser, panserjagtkommandoer, efterretningsenheder og transportbataljoner. Alle Dresdens lastvogne med chauffører blev beslaglagt til folkestormen. Nogle af dem blev i januar 1945 sendt til østfronten. Størstedelen – 20.000 mand fra Volkssturm og Hitlerjugend – blev indkvarteret på kaserner i Dresden. De blev uddannet som officerer i hæren, men da våbenforsyningen blev knap, blev de rangeret under værnemagten, SS og politiet. Deres opgave var at holde stillingerne.
Nationalsocialisternes plan var at gøre Elben (fra Hamburg til Prag) til den sidste forsvarslinje mod den røde hær. Byerne langs floden skulle omdannes til fæstninger, og ideen var at ”Volkssturm” skulle forsvare dem. Den hemmelige befaling om oprette forsvarsområdet Dresden-Riesa blev givet af generaloberst Heinz Guderian 1. december 1944: Rundt om byen skulle der anlægges tankspærringer, pansergrave, skyttegrave, artilleristillinger og minefelter. Kommandoen i byen blev overgivet korpsstaben.
Reservetropperne fra fronten samledes i byen efter de første luftangreb i januar 1945. Mange angreb blev afvist bl.a. den 4. panserarmé, der forsvarede byen. Dresden beholdt helt hen til maj 1945 en betragtelig troppestyrke, der først og fremmest bestod af Division 404, Waffen-SS, Luftwaffe, dårligt udrustede luftværnsafdelinger og marinen (i Tharandt og Ottendorf-Okrilla). Militærpolitiets tropper blev i marts 1945 rykket østpå til fronten.
Helt frem til april 1945 gav gauleiter Martin Mutschmann devisen ”byen skal forsvares med alle midler og til sidste mand” og et opråb til byen: ”fjenden truer vores hjemstavn – kæmp til det sidste”.

### Luftangreb
Truslen om luftangreb var ikke borgerne i Dresden fremmed, da nabobyen Leipzig (120 km væk) blev bombarderet kraftigt i foråret 1943. Ifølge lokalhistorikeren Neutzner havde borgerne i Dresden levet i angst, som var integreret i hverdagen i krigsårene. Denne angst og frygt er dokumenteret i dagbøger og breve. Mellem august 1944 og april 1945 kastede de allierede cirka ti millioner flyveblade ud over byen: beboerne blev opfordret til at opgive kampen. Siden 1935 havde hele Tyskland forberedt sig på luftangreb. Gau-hovedstaden Dresden var klassificeret til højeste risikoniveau. Der blev udstedt et immigrationsforbud, og gennemrejsende og flygtninge måtte højest opholde sig en nat i byen. Forbuddet blev strengt overvåget. I 1944 blev børnene i byen evakueret. Indbyggerne i den indre by blev opfordret til ikke at overnatte i deres lejligheder, men i stedet overnatte i forstæderne.
Industri og forvaltning forberedte sig omhyggeligt på angreb og søgte med erfaringer i andre byer at afbøde ødelæggelser. I forbindelse med mindehøjtideligheden for bombeangrebet 7. oktober lod Mutschmann den 13. oktober 1944 Dresdner Zeitung vide: ”Ingen skal leve i den illusion, at lige hans område, hans by ikke bliver angrebet … Der er ingen fredelige øer tilbage i Tyskland”
Det var den eneste pressemeddelelse i forbindelse med det første luftangreb på Dresden.

## Første luftangreb; august 1944 til januar 1945
Efter marts 1944 havde de allierede i stigende omfang luftherredømmet over Tyskland og de besatte områder. Fra efteråret 1944 lød luftalarmen hyppigt over Dresden. Den 24. august 1944 begyndte det første angreb på industriområderne i Freital (mineralolieværket) Dresden-Gittersee og Freital-Birkigt. En bombe faldt i Dresden-Coschütz. Ved angrebene døde et ukendt antal mennesker; Sachsische Zeitung taler om 241 personer [kilde mangler], mens USAAF ikke offentliggør nogen statistik.
Den 7. oktober 1944 fløj 30 amerikanske bombefly over Dresden og kastede omkring 80 US-ton sprængbomber over Dresden. I stedet for det oprindelige primære mål Brüx blev banegården Friedrichstadt og rustningsfabrikken Lehmann bombarderet. Enkelte bomber faldt i den vestlige gamle bydel (Seevorstadt) og dræbte 312[kilde mangler].
Den 16. januar 1945 bombarderede USAAF med 133 fly, 279,8 sprængbomber, 41,6 ton brandbomber dagen igennem på ny Bahnhof Friedrichstadt[kilde mangler]. Derudover blev også Dresden-Cotta, Löbtau og Leutewitz angrebet. Der døde 334 ved angrebet [kilde mangler].
Dresdens luftforsvar var svækket. På trods af angrebet blev antiluftskytset i byen flyttet til østfronten i slutningen af januar. I lufthavnen i Dresden-Klotzsche stod omkring 30 jagere klar næsten uden brændstof[kilde mangler].

## Luftangrebet fra 13. til 15. februar 1945
Angrebsbefalingen blev givet af Arthur Harris, der fra 1942 var den britiske øverstbefalende for Bomber Command. RAF tog sig af angreb om natten, og USAAF angreb om dagen. Kodeordet for angrebet var ”Chevin”. Seks bomber eskadriller fløj fra Horsten i Sydengland kl. 17.30 og fulgte to forskellige ruter. Bag vestfronten fløj nogle jagere ad andre ruter for at distrahere det tyske antiluftskyts.
Fastelavnstirsdag 13. februar 1945 kl. 21.45 blev den 175. flyveralarm udløst over byen. De fleste skyndte sig ned i kældrene i deres beboelsesblokke. Der var ikke plads til mange i luftskytsbunkeren, da Gauleiter Mutschmann havde forsømt at sætte den i stand.
Angrebet kom fra en klar og skyfri nattehimmel: Kl. 22.03 blev den indre by oplyst med lyskaskader. To minutter efter blev der kastet røde markeringer ned på det tydelige Hanz-Steyer-Stadion i Ostragehege nord for bykernen. Fra 22.13 til 22.28 faldt de første bomber. 244 britiske bombere fra pionerenhed nr. 5 ødelagde hustagene med 529 luftminer, 1800 spræng- og brandbomber; i alt 900 ton. Flyverne fløj lavt i en 45 graders vifte mellem den store Elbsløjfe i vest og industribebyggelsen ”Ostragehege” (i dag Messegelände) og hovedbanegården 2,5 kilometer derfra.
På et kvarter blev tre fjerdedele af Dresdner Altstadt sat i brand. Det var ikke hensigten for RAF at udføre fuldtræffere på det natlige bombetogt.
Kl. 1.23 begyndte den anden angrebsbølge med 529 britiske Lancaster-bombere. De kastede indtil kl. 1.54 650.000 stavbrandbomber – 1500 ton – over et område fra Löbtau til Blasewitz og fra Neustadt til Zschertnitz. De brande, som den første angrebsbølge havde antændt, lyste op for de engelske flyvere. Bomberne ramte engene ved Elben og Grosser Garten, hvortil mange var flygtet efter de første bomber. Bomberne beskadigede også lazaretterne og kvindeklinikken i Pfotenhauer Strasse og Diakonissenhaus Neustadt. Begge bombardementer ramte omkring 15 kvadratkilometer.
Den anden angrebsbølge forhindrede effektivt ethvert forsøg på at slukke de første brande. Resultatet var, at talrige enkeltbrande udviklede sig til en orkanagtig ildstorm. De ødelagde hele sporvogne: i den stærke hede smeltede såvel glas som metal. Mennesker og kæmpe genstande blev kastet rundt af de stærke lufthvirvler, nogle af dem suget direkte ind i ilden. Flammerne oplyste store dele af himmelen. I Neustadt cirka 35 kilometer derfra faldt der askeregn dagen efter. Mange brændte ihjel, døde af varmechok eller blev kvalt af brandgasser i beskyttelsesrummene. Dem, der ikke fik reddet sig, var stadig udsat for ildstormen og udetonerede bomber.
Efter de første angreb i 1944 havde luftforsvaret sikret, at det var muligt at bryde igennem til nabohusenes kældre. Det lykkedes nogle at flygte ad den vej, fra hus til hus – linje for linje – til mindre beskadigede huse; andre flygtede og skjulte sig på lagrene nedenfor Altstadt og bragte sig i sikkerhed på engene på Elbens bred. Fx overlevede omkring 1000 angrebet i Annenkirche. Mange blev indhentet af brandgasser og kvalt under flugten. Familier blev revet fra hinanden. Mange overlevende, der var spærret inde i bunkere og kældre uden mad og vand i stadig angst for overgreb, blev svært traumatiseret. Skaderne diagnostiseres som KZ-syndrom, på lige fod med ofrene for Flossenbürg i nærheden.
Tusinder flygtede til mindre beskadigede bydele som Mockritz, Leuben, Blasewitz, Pieschen, Löbtau eller til oplandet. Offentlige bygninger som NSDAP-huse, synagoger, kroer, hoteller og skoler blev taget i brug som opholdshjem og ombygget til nødhjem. Alene i de fem nødhjem i Plauen (Dresden) blev der registreret 16.000 flygtninge midten i marts 1945. Mange af de udbombede blev flyttet til oplandet.
De natlige angreb blev fulgt af et dagsangreb den 14. februar fra 12.17 til 12.27 fra 311 B-17 bombere ved siden af fem ledsagende jagere fra USAAF. I dårligt vejr kastede de 1800 sprængbomber og 136.800 stavbrandbomber ned over byen; præcisionen blev sikret af målradar. Målene var rustningsområderne, banegårdene og rustningsværkstedet i
. Sygehuset og de beboelsesområder der lå omkring blev også ramt.
Jøder var nægtet adgang til beskyttelsesrum over hele det tyske rige. Det lykkedes enkelte jøder i Dresden at skjule sig i kældre ved angrebet. Da bomberne ødelagde Gestapocentralen i byen, blev de sidst ankomne 174 jøder reddet fra deportation, der skulle finde sted mellem 14. og 16. februar 1945. Sådan undgik bl.a. Henny Brenner og litteraturvidenskabsmanden Victor Klemperer Holocaust.
”For den, der blev skånet blandt 70 stjernebærere (jøder) den nat, betød det redning og han kunne flygte for Gestapo i det almindelige kaos” Det er nok rigtigere med: "Den, der overlevede sammen med 70 andre bærere af (jøde)stjernen, betød det redning, for han kunne slippe væk fra Gestapo i det almindelige kaos".
 (Wen aber von den 70 Sternträgern diese nacht verschonte, dem bedeutete die Errettung, denn im allgemeinen Chaos konnte er der Gestapo entkommenn”
Den 15. februar ca. kl. 10.15 styrtede den udbrændte Frauenkirche sammen. Fra 11.51 til 12.01 fulgte dagsangreb af 211 amerikanske B-17´ere. I dårligt sigte kastede de 460 ton bomber over området mellem Pirna og Meissen. Mange brande flammede endnu fire dage efter. I de følgende dage blev ligene kørt til offentlige pladser på lastvogne og trillebøre for at blive identificeret. De blev stablet i tusindvis. De mest medtagne var umulige at identificere. Af frygt for epidemier blev 6.865 lig brændt på "krematorium Tolkewitz" på det nuværende Altmarkt. Indtil 17. april 1945 blev der begravet omkring 25.000 på Heidefriedhof. Gaulederen lukkede hele områder og erklærede dem som ”døde områder”.

## Nye angreb på ”fæstningen Dresden" fra februar til afslutningen af krigen
Den 2. marts 1945 fløj 455 B-17 bombemaskiner med ordre fra USAAF om at bombe Hydroværket Schwarzheide; de veg uden om og bombede reservemålet for missionen: Dresden. Kl. 10.27 faldt 853 ton sprængbomber og 127 ton brandbomber på baneanlæggene i Friedrichstadt, Neustadt og de omliggende beboelsesområder.
Werner von Gilsa kom til Dresden efter angrebene i februar og overtog kommandoen over fæstningsområdet efter Friedrich-Wilhelm Liegmann. Hans stab befandt sig først i Taschenbergpalais (Altstadt) og dernæst i Albertstadt. Han lod fødevarelagrene stå åbne, og stillede luftwaffes sanitetsenheder i Nickern til disposition for de mange bombeflygtninge. Andre troppeenheder lod han opspore og udkommandere; ferierende og lettere sårede blev samlet i nye troppeenheder.
Den 10. april befalede Gauleder Mutschmann, at også skoleelever skulle bygge forsvarsstillinger. Der blev bl.a. stillet kanoner op på de Brühlsche Terrasser.
USAAF's 8. bombeflåde foretog den 17. april med 572 maskiner et sidste bombetogt over byen. Der blev kastet 1385 ton sprængbomber og 150 ton brandbomber over rangeringsterrænet; derudover blev der kastet 25 ton sprængbomber over et industriområde. Først da var banesystemet i Dresden endelig ødelagt.
Den tyske regering benyttede angrebene i propagandaen mod de allierede. Nazisterne opfordrede til en sidste mobilisering. De nærede et håb om, at Anti-Hitler-koalitionen faldt, og meddelte til Elblinjen ”At den skulle holdes til det sidste” (Halten bis zum letzten!) . Den 14. april erklærede Mutschmann officielt Dresden for fæstning. Luftbilleder fra USAAF viser opbygning af forsvarslinjer.
Den 23. april kastede RAF 40.000 flyveblade over byen, der viste frontens dagligdag. Den 2. maj kapitulerede Berlins værnemagtsenheder. Først da opløste Gilsa forsvarsberedskabet af Dresden og beordrede rømning. Selv derefter forsvarede små spredte grupper den ødelagte by frem til den betingelsesløse kapitulation den 8. maj. Først den sidste krigsdag overtog den røde hær fuldstændig kontrol med byen.

## Konsekvenser

### For Dresden
Dresdens tæt befolkede indre by bestod hovedsageligt af bygninger fra renæssancen, barokken og blandingsstilarter fra den såkaldte gründerzeit på en middelalderligt grundplan. Industrien lå i baggårdene af beboelsesejendomme op og ned af tæt bebyggede områder.
Altstadt brændte næsten ud. Kun få svært beskadigede bygninger stod tilbage. Seevorstadt, Johannstadt og den østlige Südvorstadt var i vidt omfang nedbrændt og lagt i ruiner. Også de gamle centre og historiske byggerier i Mickten, Strehlen og Gruna blev udslettet. Dertil kom svære skader i Reick, Friedrichstadt, Plauen, Zschertnitz, det indre Neustadt og brande i Prohlis. Mellem Schandauer Strasse og Bodenbacher Strasse blev omkring 800 husblokke med godt 7000 lejligheder, fabrikker og værksteder fuldstændig ødelagt. ”Lettere skader” skader på enkelte husblokke var meldingen fra Hechtviertel, Pieschen, Niedersedlitz og Albertstadt; de tætteste beboede områder i det ydre Neustadt blev overvejende skånet.
Bombeangrebene ødelagde flere uerstattelige kulturmindesmærker fra senbarokkens ”Elbens Firenze”, det gjaldt bl.a. Semperoperaen, Frauenkirche, Dresdner Schloss, Sophienkirche og Zwingermuseet. Genopbygningen, som DDR-styret stod for, ignorerede det meste af den oprindelige bys grundplan og flere af de udbrændte bygninger som Sophienkirche i Grosse Meissner Strasse og Secondigenitur) blev ryddet; andre ruiner eller ruindynger fik lov at stå som mindesmærker Frauenkirche og Kurländer Palais) og var med til at fastholde indtrykket af en totalt ødelagt by.
Selv om de natlige angreb fra RAF ikke primært var rettet mod Dresdens rustningsindustri, blev 70% af industriområderne ødelagt og store dele af vand, gas og kraftværkerne blev stærkt beskadiget. Også de følgende dagsangreb fra USAAF var meget upræcise grundet det dårlige sigte. I beboelsesområderne blev der til maj 1945 i alt ødelagt mellem 60.000 og 75.000 boliger med indbo og tøj, ud af et samlet antal på 222.000 boliger. Derudover blev 18.000 boliger svært beskadiget og 81.000 let beskadiget. 30 % af virksomheder var ødelagt deriblandt tre stormagasiner i Altstadt og markedshallen Weisseritzstrasse, Antonsplatz og det indre Neustadt, hvor handelen med frugt og grøntsager var koncentreret. Det første telegram fra Churchill viser hans beundring for bombeangrebet. Det blev revideret og nu betonede han, at det havde været i Storbritanniens interesse at begrænse ødelæggelserne af beboelsesområder, da de skulle genopbygges efter krigen.
Dagen efter vurderede Arthur Harris følgevirkningerne af bomberne i Air Ministry:
Dresden var centrum for ammunition, et intakt forvaltningscentrum og et trafikknudepunkt mod øst. Nu er der ikke mere af det! ( se engelsk wiki.)

## Historiske debatter

### Propaganda
Luftangrebet vurderes afhængigt af politiske holdninger. Joseph Goebbels og hans efterfølgere brugte bombardementet af Dresden til at relativere den tyske krigsskyld og forsøgte at tilskrive Tyskland en rolle som offer. Under den kolde krig stod nye ideologiske præmisser i vejen for en saglig historisk udredning af selve krigsforløbet.
Dresdens første efterkrigsborgmester Walter Weidauer udtalte i 1946, at bombardementet kunne have været undgået, og at tyske fascister havde fremprovokeret det. Tre år senere i 1949 lagde han hele skylden for den forbryderiske udbombning af Dresden på vestmagterne. Nu talte han om en forbrydelse, der ingen militær nødvendighed havde. Siden 1949 fremstillede DDR-propagandaen angrebet som et ønske fra de vestallierede om at udbombe de dele af Østtyskland, som Sovjetunionen skulle overtage, for at sætte dem så langt tilbage som muligt. Påstanden er ikke bekræftet.
Til den ideologiske debat hører også diskussionen om antallet af døde. Fra højreekstremister og historierevisionister høres ofte om tal der svinger mellem 130.000 og 600.000.
De høje tal bygger på udtalelser fra samtidige vidner. De havde ikke overblik og giver fejlinformationer. Et dokument fra 1946 fra Røde Kors Internationale Komitee (IKRK) angav et dødstal på omkring 275.000. Dokumentet var ikke resultat af en decideret undersøgelse, men byggede derimod på udtalelser fra Joseph Goebbels propagandaministerium, der burde være kigget på med kritiske øjne. I 1992 hævdede den tidligere generalstabsofficer Eberhard Matthes, der var med i oprydningsarbejdet, at der den 30. april 1945 var identificeret 3.500 lig, delvist identificeret 50.000 lig og ikke identificere 168.000 lig. Det skulle angiveligt være meddelt Hitler. Der findes intet skriftligt belæg for en sådan påstand, og der er grund til at betvivle, at Hitler modtog meldingen personligt den dag han begik selvmord. Også populære leksika (Britannica, Bertelsmann, Brockhaus) og magasiner og aviser (Süddeutsche Zeitung, Die Welt og Frankfurter Allgemeine) angiver ikke bekræftede tal på mellem 60.000 og 300.000 døde.

De upræcise vurderinger skyldes, at der er flere forskellige uklarheder:
- Dresdens indbyggertal i 1945.
- Hvor mange af Dresdens borgere, der kæmpede og/eller var døde ved fronten. Hvor mange der var i koncentrationslejre, hvor mange der var flygtet efter de mange tidligere angreb og den knappe forsyningssituation.
- Antallet af flygtninge. Dresden gennemkrydsedes på det tidspunkt dagligt af tusinde af flygtninge, specielt schlesiere fra Breslau, der var under belejring.
- Tallet på ukendte, grundet krigssituationen den manglende optælling af døde.
- Tallet på ikke fundne, på fuldstændig bortbrændte eller forkullede lig. I 1970 fandt byggearbejdere omkring 1.900 lig.

Historikere går ud fra, at Dresdens indbyggertal lå cirka 10 % lavere end ved krigsudbruddet (i underkanten af 600.000). I november 1945 viste en folketælling 454.247; der blev ligeledes registreret mange flygtninge i oplandet. USAAF holder muligheden åben for, at op mod en million mennesker opholdt sig i Dresden og omegn under angrebene 13. og 14. februar 1945. Dresdenhistorikeren Götz Bergander regner med, at der opholdt sig 570.000 borgere og 200.000 flygtninge i Dresden og omegn. På grund af de meget begrænsede boligforhold er det usandsynligt, at mere end 10.000 flygtningene opholdt sig i den indre by. Det noget vage udgangspunkt bekræftes dog af følgende fakta: Tvangsforflyttelsen af børn var gennemført i 1944, der var indvandringsforbud og beboerne blev opfordret til ikke at overnatte i deres lejligheder i midtbyen.
Den historiske forskning har pålidelige officielle folketællinger. En ”slutmelding” fra politiet fra marts 1945 lyder: den 10.3.1945 en tidlig fastsættelse: 18.375 faldne. 2.212 hårdt sårede. 13.718 let sårede. 350.000 hjemløse og langvarigt omkvarteret. Det samlede antal af døde blev vurderet til omkring 25.000. Den 22. marts 1945 bekendtgjorde SS- og politiføreren Elben dagsbefaling nr. 47: 20.204 vides døde med sikkerhed og dette tal kan sandsynligvis forhøjes til 25.000. – I højreekstremistiske kredse er en forfalsket udgave af dette dokument meget berømt: her ses de samme tal, bare med et nul bagved. Dokumentet blev erklæret ugyldigt i retssagen mod den dømte Holocaustbenægter, David Irving. Han havde tidligere angivet et dødstal på op til 250.000, men måtte nu indrømme at han havde taget fejl. I situationsrapport 1404 fra Berlins politi bekræftedes tallene fra den første udgave af dagsbefalingen: Heri blev det slået fast, at der er 18.375 døde og at vurderingerne gik op mod 25.000 til 35.000. De sidste tal blev angivet af otte bjærgningsledere. De er grundet på en beregningsfejl og må derfor anses at være for høje. Tal fra Dresdens stadsarkiv fra 1993 viser tal fra begravelsesforretningerne i byen og de opgør det samlede antal begravede i perioden op til 17. april 1945 til cirka 25.000. I disse tal skal ofrene for angrebene kun ses som en del af det samlede regnskab.

På baggrund af alle oplysninger vurderer de fleste historikere, at det samlede dødstal ligger omkring 25.000 og 40.000.
I forsøget på at indsnævre det præcise antal af døde nedsatte Dresden by i 2005 på 60-årsdagene for angrebene en historikerkommission, der skulle efterprøve de allerede kendte kilder og efterforske metoder til at komme tallet nærmere. Leder af projektet var Rolf-Dieter Müller militærhistoriker fra militærhistorisk forskningsafdeling i Potsdam. Endvidere deltog Wolfgang Fleischer fra militærhistorisk museum for bundeshæren i Dresden, Götz Bergander, Thomas Widera fra Hannah-Arendt-Institut für Totalitarimus-forschung, luftkrigseksperten Horst Boog, Stadsarkivslederen, Thomas Kübler og historikeren Friedrich Reichert.
Kommissionen søgte yderligere efter nye primærkilder og øjenvidner. Nye dokumenter skulle give aktindsigt, og resultatet skulle offentliggøres i forbindelse med Dresdens 800-årsjubilæum i 2006. Ud fra begravelsestallene endte kommissionen med at konkludere at tallet ligger mellem 25.000 og 35.000 døde, men at det er mest sandsynligt at tallet ligger nærmere de 25.000 end de 35.000. I juni 2006 blev kommissionens arbejde indstillet af økonomiske årsager.

### Legender
I begivenhederne er der to hændelser der går igen
-	Fosforregn
-	Lavtgående flys bombardement på sagesløse flygtninge
De tyske historikere Götz Bergander, Helmut Schnatz og Frederick Taylor har gennemgået beretningerne og betegner dem som ”legender”. Offentliggørelsen har stødt mange i Dresden og har været genstand for heftig opposition.
Schnatz bestrider, at det har kunnet ”regne” med hvidt fosfor den 13. februar 1945: Fosforgummi blev altid brugt som brandforøgere i bombedunke og ville aldrig falde som regn. I 1945 havde RAF – i modsætning til operation Gomorrah mod Hamburg – afskaffet brugen af fosfordunke. Bergander tager overraskende Goebbels til indtægt fordi han i 1943 meddelte det tyske folk, at der ”Aldrig skulle falde fosforregn over Tyskland” og at det var et optisk bedrag. Goebbels troede, at han tilføjede de allierede et nederlag ved at benægte fosforen. I overensstemmelse hermed kunne også den lysammunition og stavbrandbomber være blevet forvekslet med det lysende fosfor.
Øjenvidner beretter, at lavtflyvende maskiner beskød flygtninge den 14. og 15. februar 1945 hvor de havde forskanset sig: engene ved Elben, i Grossen Garten og på vej væk ad Dresdens udfaldsveje. Nyere forskning har ikke fundet noget, der bekræfter disse øjenvidner, hverken fra engelske militærkommandoer, pilotudsagn eller fra de nationalsocialistiske dødsrapporter. Såvel RAF og USAAF bestrider sådanne angreb i Dresden.
De ledsagende allierede jagerfly skulle undlade at deltage i luftkampene og i stedet rette skytset mod mål på landjorden. Schnatz, der har studeret deres ordrer intensivt, har fundet den mest udtrykkelige befaling om, at den 8. Air Force ikke skulle gribe ind i luftrummet over Dresden. Der foreligger en amerikansk ordre, som RAF modtog til at skyde på trafikken i omegnen af Dresden for at intensivere trafikkaos. (Part of the American Mustang fighter-escort was ordered to strafe traffic on the roads around Dresden to increase the chaos and disruption to the important transportation network in the region.)
Det var næppe muligt og heller ikke normalt, at lavtflyvende jagere og højtflyvende bombere opererede samtidig under et så heftigt bombardement. Schnatz pointerer, at den første nats ildstorm over byen ikke gjorde det muligt for lavtflyvende maskiner at bevæge sig over byen. Ved de følgende dagangreb har det kun været muligt for de lavtflyvende jagere at starte efter bombeflyene – som det var typisk for US-operationer – og med den meget knappe brændstofssituation er det næppe tænkeligt.
Bergander fandt uafhængigt af Schnatz frem til, at øjenvidnerne alene har set dagsangrebet den 14. februar 1945, og at der da var tale om en bombeeskadron, der var på vej mod Prag. Hverken i værnemagtsindberetningerne eller i obduktionerne er der omtalt overfald på civile, hvilket på ingen måde ville blive søgt skjult.
På trods af at forskningen konkluderer, at skud mod civile er tvivlsomme, fastholder et stort tal øjenvidner, at de har været udsat for sådanne angreb. Erindringsdetaljer – eksempelvis optegnelser om US-flyverne – er afvist som falske; ingen af disse beretninger kan bruges som historisk målestok eller er pålidelige. Bergander beskriver de få troværdige vidnesudsagn:
Det var med stor sandsynlighed amerikanske ledsagerfly, der fulgte tyske jagere; luftkampe foregik ofte i høj fart tæt på jordens overflade, og luftkampe forløb uden tvivl i området omkring Dresden og Chemnitz … Ved en forfølgelse i jordhøjde kunne der slå kugler ned i nærheden af mennesker, og det er naturligt, at de har oplevet at disse skud har været rettet mod dem.
Som i mange andre tilfælde udnyttede det nationalsocialistiske regime de subjektive oplevelser af uretfærdighed i propagandaapparatet til at udnævne en „krigsforbrydelse“ for at opildne befolkningen til had. Således i tidsskriftet Der Reich den 4. marts 1945 udkastet til en artikel med titlen „Dresdens død“ (Der Tod von Dresden):
"Ved midnat skinnede en glødende rød himmel i Elbdalen, da den anden britiske luftflåde rettede sprængbomber og våben mod menneskemasserne på de grønne områder, forårsagede det et blodbad som ikke engang en Ilja Ehrenburg havde fantasi til at forestille sig."
Denne propagandaløgn gik ukritisk direkte ind i den tyske efterkrigslitteratur (bl.a. hos Axel Rodenberger „Der Tod von Dresden“ , 1951). Også David Irving getog den i uændret form (Der Untergang Dresdens, 1964).

## Fortællemæssige dramatiseringer
Der dukker regelmæssigt dramatiske skildringer af angrebet frem i litteratur som aviser. Den emotionelle fortællemæssige kerne har iflg. Matthias Neutzner sat sit varige præg på den kollektive erindring om begivenheden og reproduceres stadig verden over. Bombardementet af Dresden har bl.a. fået en fast vending i det engelske sprog: Like Dresden der bruges om ildstorm. I disse fortællinger indgår dramaturgi i skildringen, som Neutzner har påpeget. Angrebet beskrives hyppigt som uventet, pludselig, meningsløs ødelæggelse af en helt igennem uskyldig by, kort før den nært forestående afslutning på krigen. Den indtil da prægtige næsten uskadte residensstad var ikke så uskyldig som det hidtil har været fremstillet.

### Militærisk rationalitet og krigsforbrydelser
Historikere vejer i dag de militære og etiske aspekter op imod hinanden. De spørger blandt andet om den moralske bombning – Moral Bombing – af civilbefolkningen kombineret med udbredelsen af millionvis af flyveblade var i stand til at slå revner i forholdet mellem det tyske folk og dens ledelse og dermed knække den tyske kampmoral. Eller om det nærmest havde den modsatte effekt. Havde den afsluttende luftkrig overhovedet havde nogen militær effekt? Bombardementet afgjorde ikke noget slag om byen og bidrog dermed ikke direkte til en hurtigere krigsafslutning.
Luftangrebet på Dresden bruges som skoleeksempel for en forfejlet allieret krigsførelse, der fra 1945 primært rettede sig mod civilbefolkningen, og som ikke længere var afgørende for krigens afslutning. Som bevis på denne tese bliver de altødelæggende angreb mod tætbefolkede bykerner uden større industriel produktion ofte ført. Det bliver betvivlet at angrebet primært skulle ramme Dresdens militære infrastruktur: det bygger på at sigtepunkterne for bomberne var markeret ved den gamle bydel, det natlige angreb på bymidten(cirka 700.000 brandbomber nedkastet) og at oplandet med lufthavn, fabrikker, kaserner i byens nordlige dele kun oplevede mindre skader. Tilmed er det blevet fremhævet at Dresden ingen militær betydning havde og dermed intet luftforsvar havde, da "luftforsvaret var blevet flyttet til fronterne ved Ruhr og Schlesien".
Argumentet mod det er, at milimeterpræcis bombning dengang ikke var mulig, da målradaren ikke var udviklet og yderligere blev forværret af dårligt vejr. Den procentvise ringe træfning ved præcisionsbombning var den primære grund til at man skiftede taktik til den mere spredte Area Bombing. På den anden side fik RAF på vestfronten stillet et nyere radarudstyr til rådighed der i langt højere grad kunne præcisionsbombe, hvilket afgjort havde styrket de allierede landtroppers fremmarch i vest.
Fra starten var hensigtsmæssigheden og den etiske ansvarlighed ved luftbombardement et omstridt punkt i Storbritannien, men det blev dog meget sjældent kritiseret offentligt i perioden efter luftslaget om England. I februar 1943 fremførte den anglikanske biskop George Bell i House of Lords voldsomt og gentagende gange at de britiske bombardementer af bykerner var et brud på folkeretten, truede det etiske grundlag for den vestlige civilisation og at det truede med at ødelægge chancen for en forsoning med det tyske folk. Udover Bell demonstrerede to Labourmedlemmer af House of Commons mod Area Bombing. Efter krigen distancerede Winston Churchill sig tydeligt fra Arthur Harris ved at udskyde adlingen af ham. Den fandt i modsætning til andre militærpersoners meget lang tid efter krigen, det på trods af at Winston Churchill selv havde godkendt direktivet om Area Bombing.
Historikeren Jörg Friedrich har med sin bog Der Brand fra 2002 lagt et perspektiv, der mest fokuserer på dem der blev udsat for bombardementerne. Hans konklusion er, at det først var i de sidste krigsmåneder, at krigen kom til at forekomme dem meningsløs og som bevidst masseødelæggelse. Friedrich var dermed med til at give svar på en vedvarende debat i Storbritannien og Tyskland. Historikeren Hans-Ulrich Wehler kritiserer bogen for med sin sproglige stil og ahistoriske metaforik at ligestille de allierede bombeangreb og de nationalsocialistiske massemord. Bogen læses og anerkendes ivrigt i historierevisionistiske kredse.
Såvel USAF og RAF har lagt rigeligt med materiale frem der viser at Dresden var et legitimt militært angrebsmål. Den britiske historiker Frederick Taylor har endvidere fremlagt dokumenter der på ny viser det militærindustrielles betydning for Dresden, de tyske planer på østfronten og de aftaler som man havde med Sovjetunionen. Han betoner at det var tyskerne der påbegyndte luftkrigen og førte den hensynsløst, og at englændernes eneste mulighed dengang var at sætte en modoffensiv ind. Hans argument er at angrebene var en militær nødvendighed, uden at udelukke at det kunne stride mod folkeretten.
Landkrigsvedtægterne fra Haag fra 1907 havde forbudt underskriverstaterne, deriblandt Storbritannien og Tyskland, at udvælge civile mål, deriblandt bykerner. Folkeretseksperter diskuterede på ny landkrigens rækkevidde i 1922/23 og kom med et udkast hvor i det hed:
At luftbombardement der terroriserer civilbefolkningen samt ødelæggelse eller beskadigelse af privatejendom af ikke-militær karakter var forbudt
Dette udkast blev imidlertid ikke medtaget i krigsfolkeretten, så dermed blev det ikke udtrykkeligt forbudt at bombe disse områder.
Det er dog værd at bemærke, at i et civilt søgsmål anlagt af nogle af Hiroshima-bombens ofre i Tokyo i 1963, fastslår domstolen i sin afgørelse, at bombardementet ikke var i overensstemmelse med krigens love, herunder specielt Hague Konventionens artikel 25 om bombardement af ’ubeskyttede byer’, selvom konventionen af 1907 især sigter til bombardement med artilleri.
Ikke desto mindre bedømmer den britiske filosof Anthony Grayling i sin bog Among the Dead Cities (udkommet i februar 2007) at RAF´s Area Bombing såvel som amerikanernes atombomber over Hiroshima og Nagasaki som værende militærstrategisk meningsløs og som etiske krigsforbrydelser. Han udelukker et historierevisionistisk misbrug af denne udtalelse:
| Citat            | Selv hvis den allierede krigsførelse delvis eller fuldt ud har været moralsk forkastelig, dækker denne uret ikke tilnærmelsesvis den uhyrlighed som blev begået med Holocaust | Citat |
| Anthony Grayling | |       |

Lovligheden af bombardementerne af de tyske byer blev i modsætning til Hiroshima-bomben aldrig prøvet ved en domstol. Siden 1977 har der efter en tillægsprotokol til Genevekonventionen været forbud mod områdebombardementer og både Tyskland og Storbritannien har underskrevet den.
Denne paragraf er dog ikke mulig at bruge med tilbagevirkende kraft.

## Fodnoter
- Wikimedia Commons har flere filer relateret til Luftbombardementet af Dresden

1. ↑  Death Toll Debate: How Many Died in the Bombing of Dresden? - SPIEGEL ONLINE
2. ↑  Gerd Ueberschär: Dresden 1945, S. 44
3. ↑  Victor Klemperer: Ich will Zeugnis ablegen bis zum letzten – Tagebücher 1933–1945. Berlin (Aufbau) 1995, ISBN 3-351-02340-5.
4. ↑  Dresdner Zeitung vom 23. Dezember 1944, zitiert in Matthias Neutzner: Die Erzählung vom 13. Februar. Dresdner Hefte, Bd. 84: Mythos Dresden, ISBN 3-910055-79-6.
5. 1 2  "USAF: The Bombing of Dresden". Arkiveret fra originalen 24. september 2005. Hentet 2. oktober 2008.
6. 1 2 3  Statistisches Handbuch von Deutschland: 1928–1944. München 1949.
7. 1 2  Matthias Neutzner, 2005: Die Erzählung vom 13. Februar. Dresdner Hefte, Bd. 84: Mythos Dresden. ISBN 3-910055-79-6
8. ↑  "Hauptstaatsarchiv Dresden 9. Wirtschaft". Arkiveret fra originalen 12. marts 2009. Hentet 2. oktober 2008.
9. ↑  "Hauptstaatsarchiv Dresden 9.2. Metallurgische Industrie". Arkiveret fra originalen 6. januar 2014. Hentet 2. oktober 2008.
10. ↑  "Hauptstaatsarchiv Dresden 9.7. Elektrotechnik, Elektronik, Gerätebau". Arkiveret fra originalen 15. juli 2009. Hentet 2. oktober 2008.
11. ↑  Gerd Ueberschär: "Dresden 1945". s.44
12. ↑  Tokyo District Court, 7 December 1963, se afsnit 2 Arkiveret 2. december 2012 hos  Wayback Machine

## Ekstern henvisning
- Historiske Rejser om luftangrebet på Dresden

51°03′N 13°44′Ø / 51.05°N 13.74°Ø